# Опущение и выпадение женских половых органов
Опущение и пролапс (лат. prolapsus, — выпадение) органов малого таза у женщин — патологическое состояние, при котором стенки влагалища и органы малого таза (матка, мочевой пузырь, кишечник) опускаются и выходят за пределы половой щели.

## Классификация

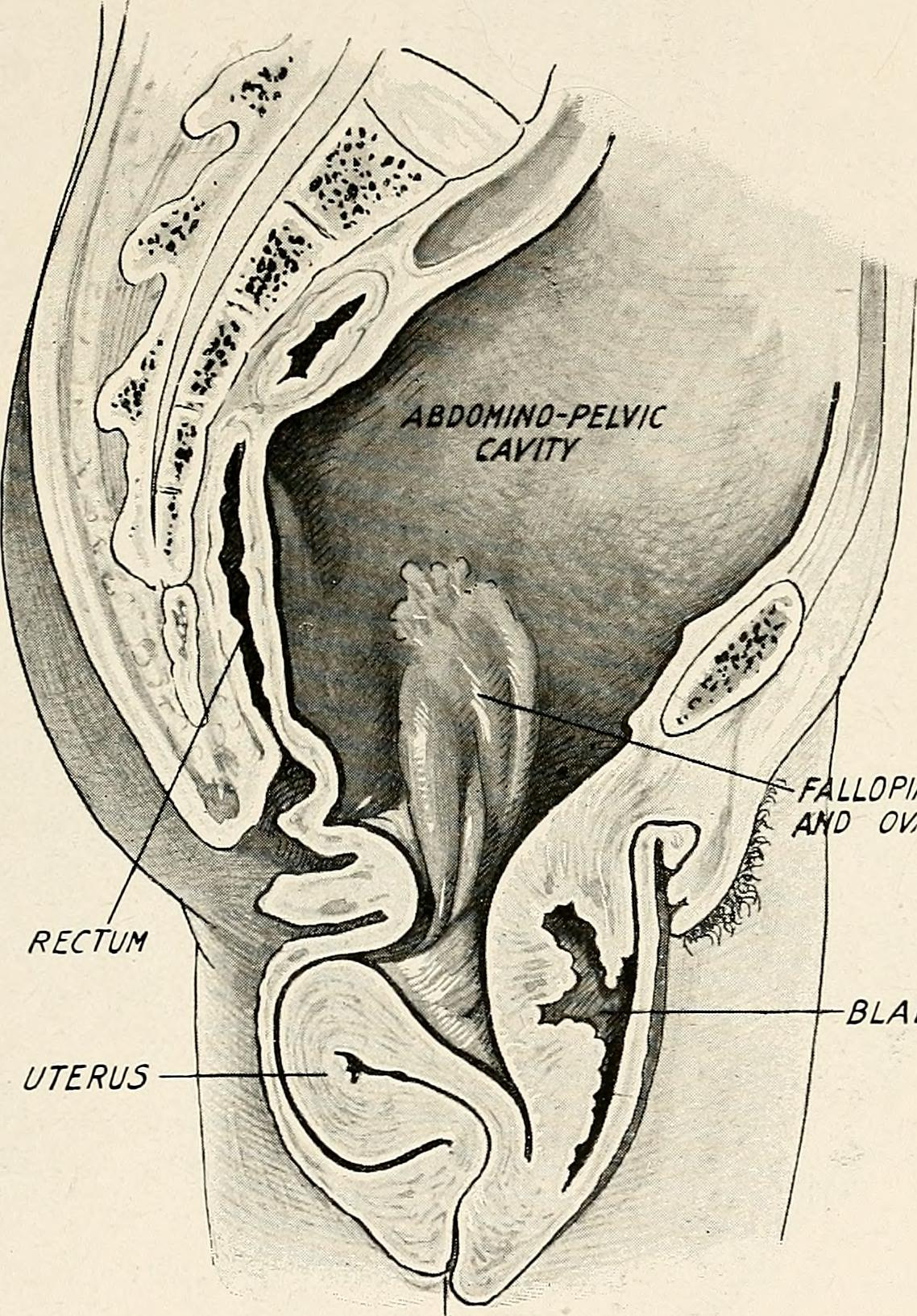
Схематичный рисунок полного выпадения матки и мочевого пузыря с выворачиванием влагалища

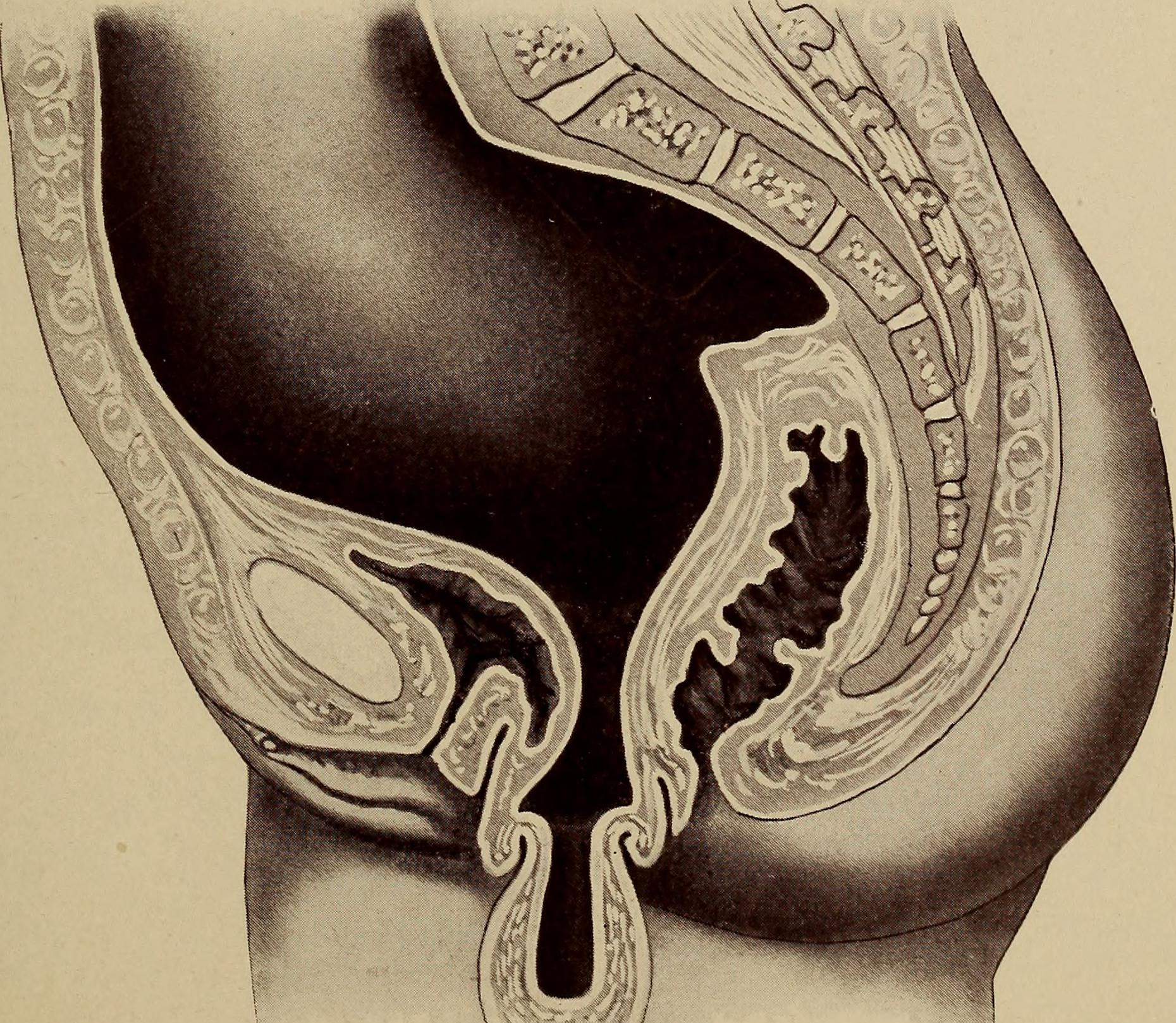
Схематичный рисунок выворота матки

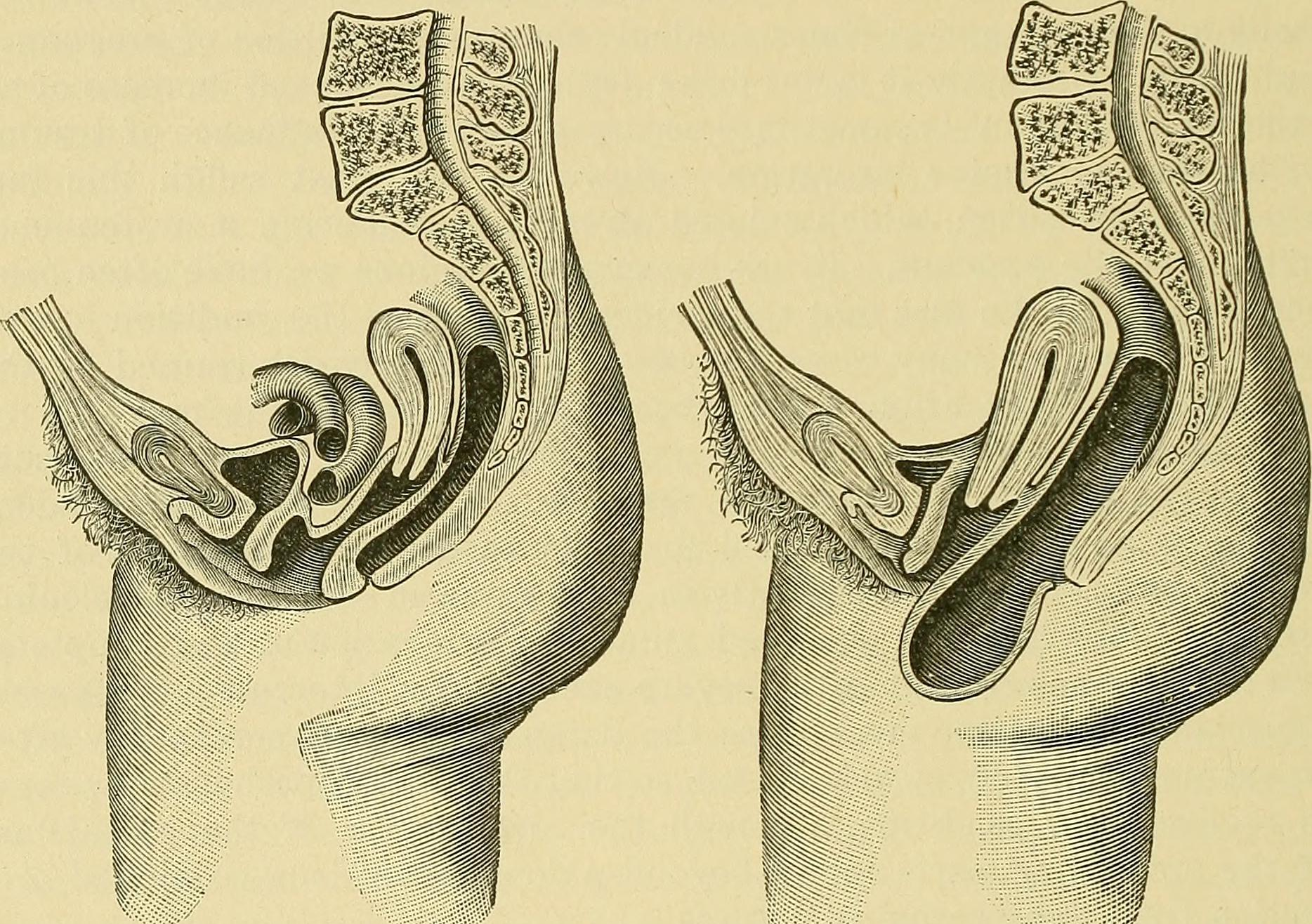
Схематичный рисунок образования ректоцеле

Пролапс тазовых органов может возникнуть в переднем (34 %), среднем (14 %), заднем (19 %) отделах тазового дна.
К пролапсу переднего отдела относят:
- Уретроцеле (опущение мочеиспускательного канала и передней стенки влагалища)
- Цистоцеле (опущение мочевого пузыря и передней стенки влагалища)[4]
- Цистоуретроцеле (опущение мочеиспускательного канала, мочевого пузыря и передней стенки влагалища)

К пролапсу среднего отдела относят:
- Опущение матки (верхушечный пролапс)
- Выпадение купола влагалища (полное выпадение влагалища, развивается после удаления матки и шейки матки)
- Энтероцеле (выпячивание через Дугласово пространство петель кишечника или брыжейки)

К пролапсу заднего отдела относят:
- Ректоцеле[5]

Выделяют 2 наиболее распространённые и общепринятые классификации:
Первая — Baden-Walker. Согласно этой классификации, существует четыре стадии тазового пролапса:
- 1 стадия. Максимально пролабирующая область влагалища располагается чуть выше гименального кольца;
- 2 стадия. Максимально пролабирующая область расположена на уровне гименального кольца;
- 3 стадия. Максимально пролабирующая область заходит ниже гименального кольца;
- 4 стадия. Полное выпадение влагалища;

Вторая — классификация ICS-1996, POP-Q, в которой так же выделяется 4 стадии. На 1 стадии максимально пролабирующая точка влагалища находится на 1 сантиметр выше гименального кольца. На 2 стадии максимально пролабирующая точка расположена ниже кольца, но не меньше, чем на 1 сантиметр. 3 стадия наступает, когда влагалище выпадает, но не полностью, при этом минимум на 2 сантиметра оно должно оставаться внутри. 4 стадия — полное выпадение влагалища.

## Распространённость опущения органов малого таза в России
Частота тех или иных разновидностей опущения органов малого таза у женщин в возрасте до пятидесяти лет в России варьирует и составляет от 15 до 30 %. А уже к пятидесятилетнему возрасту данный показатель увеличивается до 40 %. Среди пожилых женщин опущение и выпадение органов малого таза ещё более распространены. Их частота достигает 50—60 %.

## Причины и механизм опущения
- длительные травматичные роды,
- системная дисплазия соединительной ткани,
- местная недостаточность эстрогенов,
- заболевания, постоянно сопровождающиеся повышением внутрибрюшного давления (бронхит, астма, запоры и др.),
- избыточный вес,
- малоподвижный образ жизни, также может стать фактором развития опущения матки, ректоцеле или цистоцеле.

Опущение органов малого таза происходит вследствие повреждения или ослабления поддерживающего фасциально-связочного аппарата, по ряду вышеуказанных причин. Шейка матки является вершиной тазового дна и при её опущении происходит тракционное смещение передней и задней стенок влагалища с последующим его полным выворачиванием наружу. Передняя и задняя стенки влагалища отделены от мочевого пузыря и прямой кишки только листками внутритазовой фасции. При её дефектах мочевой пузырь и (или) прямая кишка начинают опускаться в просвет влагалища, образуя тем самым опущение и выпадение стенок влагалища.

## Симптомы

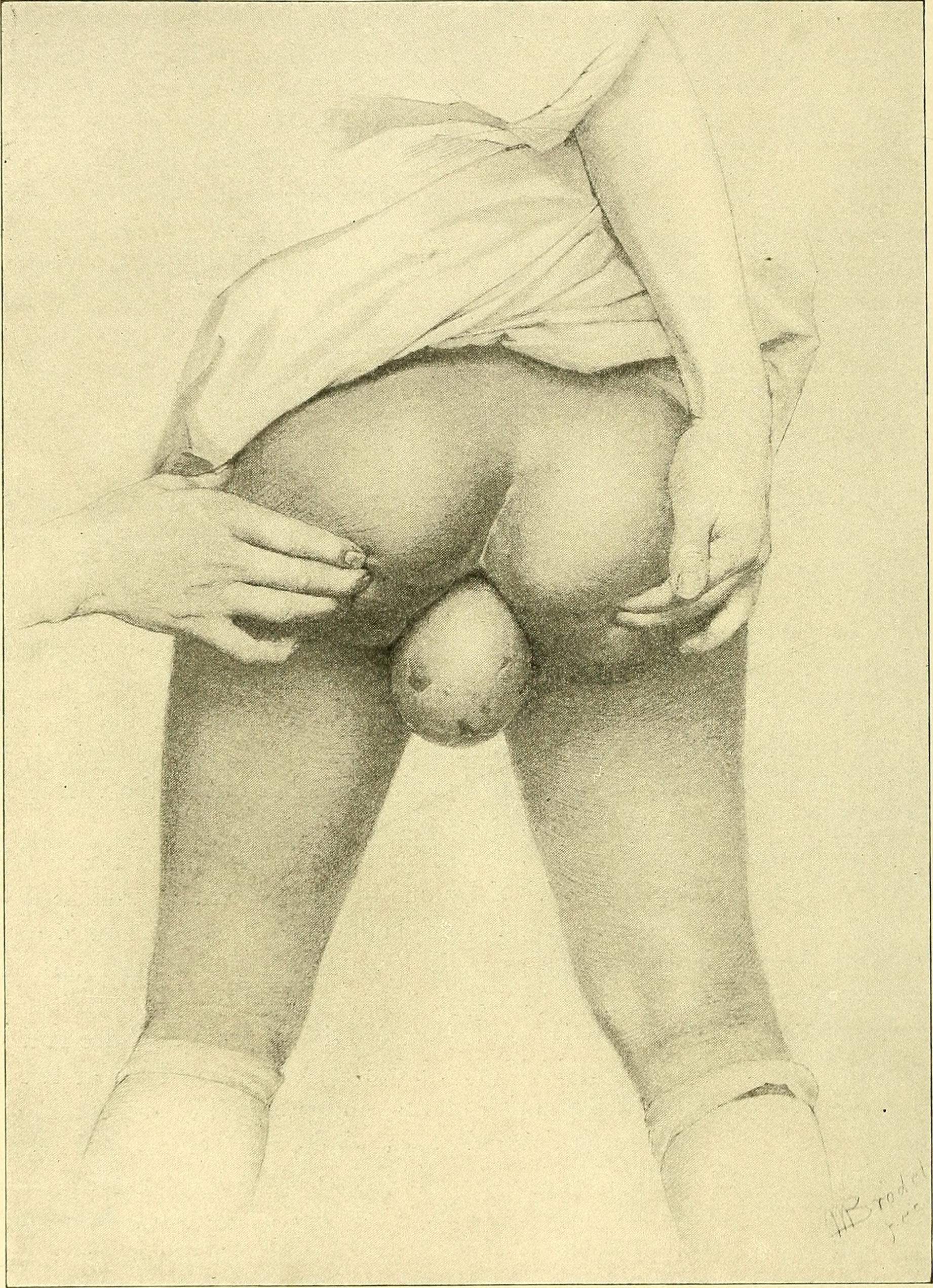
Рисунок пациентки с полным пролапсом матки и влагалища, вид сзади

Аномальное положение тазовых органов приводит к выраженным нарушениям в работе мочевого пузыря (частые позывы, затруднённое мочеиспускание, хроническая задержка мочи, рецидивирующие инфекции), прямой кишки (запоры, трудности при дефекации, недержание газов и стула), создаёт трудности при половой жизни вплоть до полного отказа от последней, является причиной хронического болевого синдрома.

## Лечение

### Консервативное лечение
Консервативное лечение широко популярно ввиду своей простоты и длительной истории. Именно с этого метода большинство больных начинают своё лечение. Существуют 4 основных варианта нехирургического лечения, заключающихся в:
- изменении образа жизни и борьба с лишним весом, уменьшении уровня тяжести физических нагрузок, профилактики запоров и респираторных заболеваний;
- тренировке мышц тазового дна;
- ношении специальных бандажей и пессариев;
- использовании лазерных технологий.

К сожалению, окно терапевтических возможностей большинства консервативных методов (то есть период, когда лечение приносит наибольший эффект) достаточно узкое и касается, в основном, профилактики или лечения начальных форм опущения

### Операции при опущении органов малого таза[10]
Существует более сотни различных операций. Их условно можно разделить по трём основным параметрам:

#### Органосохраняющие (при которых матка с шейкой сохранены) и органоуносящие
Органоуносящие методы лечения предусматривают удаление матки с шейкой (экстирпацию) или без неё (надвлагалищную ампутацию). Последняя чаще всего выполняется при сакрокольпопексии (промонтофиксации). Чаще же всего в отечественных стационарах производится полное удаление органа при его выпадении. При этом в большинстве современных руководств по хирургии тазового дна написано: «…матка должна быть сохранена, если это возможно». Дело в том, что удалить матку «безболезненно» невозможно, и это нередко приводит к нежелательным последствиям: выпадению купола влагалища, нарушениям мочеиспускания, недержанию мочи и др. В последние годы всё больше развиваются органосохраняющие методы, которые менее травматичны и более физиологичны. Однако далеко не все клиники владеют данными подходами.

#### В зависимости от степени доступа
Трансвагинальный (когда операция выполняется через влагалище и снаружи на теле практически не остаётся швов и рубцов) и трансабдоминальный (когда лапароскопически или через разрез на передней брюшной стенке выполняется доступ к органам малого таза). Последний более травматичен и продолжителен по времени, хотя при хорошей технике хирурга и при определённых ситуациях может быть предпочтительным.

#### В зависимости от материала, используемого для укрепления повреждённых структур
Собственные ткани или сетчатые имплантаты.

## Удаление матки при её опущении

### Крестцово-остистая фиксация[12][13]и сакрокольпопексия[14][15][16][17]
Такие методики как крестцово-остистая фиксация и сакрокольпопексия в лечении требуют удаления матки на первом этапе операции, поэтому относятся к органоуносящим. Крестцово-остистая фиксация выполняется через влагалище и представляет собой подшивание купола влагалища к правой крестцово-остистой связке. Сакрокольпопексия выполняется открытым, либо лапароскопическим доступом, купол влагалища фиксируется к связкам крестца на уровне промонториума.
Сложность крестцово-остистой фиксации заключается в том, что указанная скелетная связка располагается на глубине 10-15 см и плотно окружена мышцами, сосудами и нервами. Чтобы подшить влагалище несколькими швами, недостаточно просто нащупать связку пальцами. Её надо увидеть в ране. То есть надо выделить из окружающих тканей, что весьма непросто и может сопровождаться выраженным кровотечением. Кроме того, в результате данной операции влагалище сдвигается вправо, что не очень физиологично.
При сакрокольпопексии длительность операции зачастую составляет около 2,5-3 часов, она проводится в нефизиологичном положении Тренделенбурга (наклон операционного стола головой вниз под углом 30-40 °) и условиях пневмоперитонеума. Основной проблемой пациенток, получивших данную операцию, является нарушение эвакуаторной функции кишечника. На сроках наблюдения 5 лет до 17-19 % больных жалуются на проблемы с дефекацией. Эффективность сакрокольпопексии и крестцово-остистой фиксации в лечении апикального «верхнего» пролапса (выпадения матки) весьма высока — порядка 80-90 %. Однако техника операций предполагает надвлагалищную ампутацию матки и широкую диссекцию тканей в указанной зоне, что обусловливает риск серьёзных осложнений (он сильно зависит от мастерства и опыта хирурга): спаечный процесс, кишечная непроходимость, перфорация полых органов (прямой кишки, мочевого пузыря), кровотечение, повреждение нервов с появлением болевого синдрома — «пресакральной нейропатии» и запоров. Кроме того, есть риск эрозии стенки влагалища в месте контакта с эндопротезом (около 2-4 %).

### Кольпоррафия (пластика стенок влагалища)
Традиционные реконструктивные операции, такие как передняя кольпоррафия (буквальный перевод — «наложение швов на влагалище») способны обеспечить отличные результаты при условии относительной сохранности собственного связочно-фасциального аппарата у пациентки. Высокая частота рецидива до 50-60 %.

### Влагалищные операции с использованием синтетических материалов
В этом случае функцию повреждённых фасций и связок берёт на себя имплантат. В зависимости от задачи они могут быть различной формой и размеров. Трансвагинальный подход менее травматичен, позволяет одновременно с лечением опущения матки выполнять реконструкции других отделов тазового дна, высокоэффективный при использовании фиксации к сакро-спинальным связкам и безопасный при соблюдении базовых принципов протезирующей пластики. Операция подразумевает сохранение выпавшей матки. Высокая эффективность 80-90 %. Данный метод является операцией выбора у большинства пациенток с 3 и у всех больных с 4 стадией опущения органов малого таза.

### Комбинированная (гибридная) реконструкция тазового дна[18]
В настоящее время наиболее прогрессивным является направление комбинации искусственных материалов и собственных тканей пациента. Это позволяет минимизировать использование синтетики при сохранении высокой эффективности.
Методика получила название «гибридной» так как предполагает совместное применение протезирующей и нативной пластики, обеспечивая при этом результат, значительно превосходящий простую сумму слагаемых. При корректной технике гибридной реконструкции тазового дна сетка расположена кпереди или кзади от шейки матки и укрыта дополнительным слоем влагалищной фасции. В результате передняя и задняя стенки влагалища свободны от «синтетики», что позволяет им сохранить физиологическую подвижность и не вызывает вопросов, связанных с «интенсивной половой жизнью». При таком вмешательстве матка сохраняется, Выполняется влагалищным доступом. После операции у пациенток есть всего 2 одиночных кожных шва в ягодичных областях — местах, где проводился эндопротез-лента. Эффективность операции достигает 90-95 %.

## Профилактика выпадения и опущения органов малого таза
- Изменение образа жизни и борьба с лишним весом (расчёт индекса массы тела (ИМТ) — самый простой способ узнать, есть ли у вас лишний вес. ИМТ свыше 25 свидетельствует о том, что имеется избыточный вес, свыше 30 — ожирение 1 степени);
- Уменьшение уровня интенсивности физических нагрузок (ограничение подъёма тяжестей; при поднятии какой-либо тяжести не следует делать резких движений, подъём должен осуществляться преимущественно за счёт силы ног, без излишнего напряжения мышц брюшного пресса, спины или рук);
- Профилактика запоров и респираторных заболеваний, сопровождающихся хроническим кашлем (в случае хронического кашля или запора необходимо обратиться к врачу, для определения причин и назначения соответствующего лечения);

Выше указанные факторы сопровождаются резким повышением внутрибрюшного давления, которое может приводить к повреждению связочного аппарата матки и развитию опущения.
При наличии незначительного опущения стенок влагалища может быть рекомендовано выполнение упражнений по укреплению мышц тазового дна (упражнения Кегеля). Согласно исследованиям, этот подход является действенным только при ранних стадиях пролапса и у женщин с сохранённым тонусом тазового дна.